# František Matoušek (politik KSČ)
František Matoušek (4. října 1922–???) byl český a československý politik Komunistické strany Československa a poúnorový poslanec Národního shromáždění ČSSR a Sněmovny lidu Federálního shromáždění.

## Biografie
Pocházel z rodiny malozemědělce. Od roku 1952 zastával řadu politických i veřejných funkcí. Bylo mu uděleno vyznamenání Budovatel socialistického zemědělství a vyznamenání Za zásluhy o výstavbu. Působil jako hlavní zootechnik JZD 1. máj v Březí u Týna nad Vltavou. Po volbách roku 1964 byl zvolen za KSČ do Národního shromáždění ČSSR za Jihočeský kraj. Mandát nabyl až dodatečně v červnu 1966 po doplňovacích volbách vypsaných poté, co zemřel poslanec Matěj Špindler. V Národním shromáždění zasedal až do konce volebního období parlamentu v roce 1968.
K roku 1968 se profesně zmiňuje coby zootechnik JZD z obvodu Týn nad Vltavou.
Po federalizaci Československa usedl roku 1969 do Sněmovny lidu Federálního shromáždění (volební obvod Týn nad Vltavou), kde setrval do konce volebního období parlamentu, tedy do voleb roku 1971.